# Bakumatsu
Bakumatsu (幕末, Bakumatsu) foi o período que abrange os últimos anos do período Edo, que corresponde ao final do Xogunato Tokugawa na história do Japão. Esta fase é caracterizada por grandes eventos ocorridos entre 1853 e 1867, quando o Japão terminou a sua política de isolamento conhecida como sakoku, e houve a transição do feudalismo sob o comando da figura do xogum iniciando o período Meiji.  
A principal divisão política e ideológica durante este período foi entre os ishin shishi, pró-imperialista (patriotas nacionalistas), um nacionalismo emergente anti-ocidental, que cresceu entre os Tozama daimyo (senhores de fora) e as forças do xogunato, incluindo a elite Shinsengumi, que ocorreu após chegada do Comodoro Matthew Perry à costa japonesa.
Embora esses dois grupos fossem os poderes mais visíveis, muitas outras facções tentaram usar o caos do Bakumatsu para tomar o poder pessoal. Além disso, havia outras duas principais forças motrizes para a dissidência: o ressentimento, a primeira crescente por parte dos tozama daimyo (ou senhores de fora), e o segundo, o crescente sentimento anti-ocidental após a chegada de Matthew C. Perry. O primeiro se refere aos senhores que tinham lutado contra as forças de Tokugawa, na Batalha de Sekigahara (em 1600) e foram daquele ponto em diante excluídos permanentemente de todas as posições de poder dentro do xogunato. O segundo era expresso na frase Sonnō jōi ou "reverenciar o Imperador, expulsar os bárbaros". 
Finalmente, os clãs dos Domínios de Satsuma e Choxu se rebelaram contra o regime de Tokugawa, que mesmo com uma grande força, viu um aumento do número de seus ex-vassalos que se juntaram aos rebeldes.
O ponto de viragem do Bakumatsu foram a Guerra Boshin e a batalha de Toba-Fushimi, quando as forças do xogum foram finalmente derrotadas pelos partidários do imperador 

## Bibliografía
Em espanhol
- Akamatsu, Paul. Meiji 1868. Revolución y contrarrevolución en Japón Siglo XXI de España editores S.A. 1977. ISBN 84-323-0264-3
- Kondo, Agustín Y. Japón: Evolución histórica de un pueblo. Ed. Nerea. Edición 1999. ISBN 84-89569-39-8.
- Shiba, Ryōtarō. El último shôgun -Tokugawa Yoshinobu-.  de. Inter-Edit 2000. ISBN 84-931845-0-0

Em inglês
- Arnold, Bruce Makoto (2005). Diplomacy Far Removed: A Reinterpretation of the U.S. Decision to Open Diplomatic Relations with Japan (Tese). University of Arizona
- Denney, John. (2011). Respect and Consideration: Britain in Japan 1853 - 1868 and beyond. Radiance Press.  ISBN 978-0-9568798-0-6
- Dower, John W. (2008). Yokohama Boomtown: Foreigners in Treaty-Port Japan (1859–1872). Chapter Two, "Chaos". MIT. Visualizing Cultures.
- Fortune, Robert. (2020). Travels in Bakumatsu Japan. TOYO Press.  ISBN 978-949-2722-317
- Hammer, Joshua. (2006).Yokohama Burning: the Deadly 1923 Earthquake and Fire that Helped Forge the Path to World War II. Simon and Schuster. ISBN 978-0-743-26465-5.
- Hillsborough, Romulus. (2005). Shinsengumi: The Shōgun's Last Samurai Corps. North Clarendon, Vermont: Tuttle Publishing.  ISBN 0-8048-3627-2.
- Humber, Aimé. (2020). Bakumatsu Japan. TOYO Press.  ISBN 978-949-2722-208 Erro de parâmetro em {{ISBN}}: soma de verificação
- Iida, Ken'ichi. (1980). "Origin and development of iron and steel technology in Japan". IDE-JETRO, UN University.  Retrieved 16 April 2013.
- Kornicki, Peter F. (1998). Meiji Japan: Political, Economic and Social History 1868–1912. Taylor and Francis. ISBN 978-0-415-15618-9.
- Metzler, Mark. (2006). Lever of empire: the international gold standard and the crisis of liberalism in prewar Japan. [S.l.]: University of California Press. ISBN 0-520-24420-6
- Millis, Walter. (1981). [1st publ. 1956]. Arms and men: a study in American military history. Rutgers University Press. ISBN 978-0-8135-0931-0.
- Ravina, Mark. (2004). Last Samurai: The Life and Battles of Saigo Takamori. Hoboken, N.J.: John Wiley & Sons. ISBN 0-471-08970-2.
- Satow, Ernest. (2006). [1st publ. 1921]. A Diplomat in Japan. Stone Bridge Classics. ISBN 978-1-933330-16-7
- Takekoshi, Yosaburō. (2005). [1st publ. 1930]. The economic aspects of the history of the civilization of Japan.  Vol. 3. Taylor & Francis. ISBN 978-0-415-32381-9.
- Walworth, Arthur. (2008). [1st publ. 1946]. Black Ships Off Japan – The Story of Commodore Perry's Expedition. Lightning Source Incorporated. ISBN 978-1-443-72850-8.